# 李天綸
李天綸，廣西宣化人，明朝政治人物。
嘉靖三十七年（1558年）戊午科举人，万历八年（1580年）担任广东惠州府知府。